# هشمت‌آباد
هشمت‌آباد ، روستایی از توابع بخش مرکزی شهرستان جیرفت در استان کرمان ایران است.

## جمعیت
این روستا در دهستان هلیل قرار دارد و براساس سرشماری مرکز آمار ایران در سال ۱۳۸۵، جمعیت آن ۲۶ نفر (۵ خانوار) و براساس سرشماری مرکز آمار ایران در سال ۱۳۹۰، خالی از سکنه بوده‌است.